# 독성각

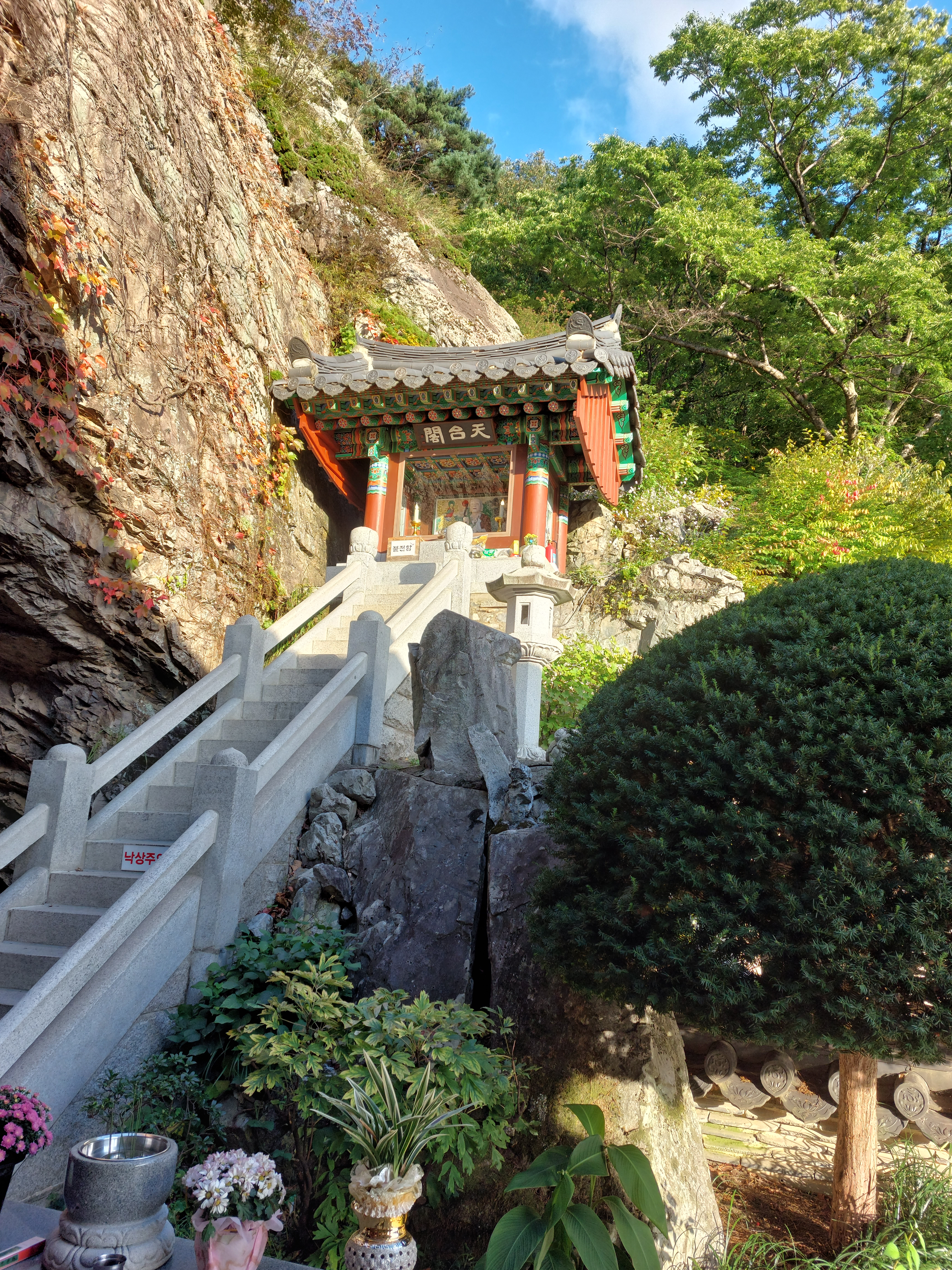
경상북도 청도군 운문사 사리암의 천태각

독성각(獨聖閣) 또는 독성단(獨聖壇)은 나반존자를 봉안한 불교 건축물이다. 천태각(天台閣)이라고도 부른다.

## 같이 보기
- 제목에 "독성각" 항목을 포함한 모든 문서
- 제목에 "천태각" 항목을 포함한 모든 문서